# Pigarg ventreblanc
El pigarg ventreblanc (Haliaeetus leucogaster) és un ocell rapinyaire de la família dels accipítrids (Accipitridae). Habita costes, estuaris i grans rius de l'Àsia meridional, Arxipèlag Malai i regió d'Austràlia, des del sud de l'Índia i Sri Lanka, cap a l'est pel Sud-est Asiàtic fins al sud-est de la Xina, Taiwan, les illes Laquedives, Andaman i Nicobar, Indonèsia i Filipines fins Nova Guinea, l'Arxipèlag de Bismarck, Austràlia i Tasmània. El seu estat de conservació es considera de risc mínim.